# Zar Iván Vasílievich el Terrible (pintura)
El zar Iván Vasílievich el Terrible (en ruso: Царь Иван Васильевич Грозный, romanizado: Tsar' Ivan Vasilievich Grozni) es un cuadro del artista ruso Víktor Vasnetsov, pintado en 1897. Conservado en la Galería Tretyakov en Moscú.
La pintura representa al zar Iván IV el Terrible de pie en las escaleras de sus aposentos con un bastón en la mano izquierda y mirando al espectador. En la esquina inferior izquierda del lienzo hay una ventana con una estrecha abertura redondeada, en la que se ve una calle una calle invernal cubierta de nieve en el Kremlin de Moscú con una iglesia ortodoxa, las azoteas de casas de madera y gente caminando.

## La creación y el destino de la pintura
Viktor Vasnetsov, según él, se interesó por la imagen de zar Iván IV el Terrible en 1878, cuando se mudó a Moscú. Se dedicó a pintar después de terminar de decorar la Catedral de Vladimir en Kiev (1896, ahora la capital de Ucrania), y en su trabajo utilizó nuevas ideas que se le aparecieron mientras trabajaba en la iglesia.
La pintura se mostró por primera vez al público en la exposición del 25 aniversario de la Asociación en 1897. Esto fue una completa sorpresa para todos. El lienzo pronto fue comprado por Pável Tretiakov y desde entonces se exhibe en la Galería Tretiakov.